# Salfa
Salfa Köveskúttal 1935-ben Salköveskút néven egyesült egykori község, ma Vas vármegye Szombathelyi járásában található.
Szombathelytől 10 km-re északkeletre fekszik.
Neve a régi Saul személynévből származik.
Salfát 1489-ben Solfolua említik először. Határában római épületnyomokat találtak. Temploma 1443-ban már állt, de később elpusztult. 1910-ben Salfának 164 lakosa volt.
Salfán született 1780. december 20-án Sztrokay Antal író, jogtudós, műfordító.